# ورد ثنائي الأسنان
ورد ثنائي الأسنان (الاسم العلمي:Rosa diplodonta) هو نوع من النباتات يتبع جنس الورد من الفصيلة الوردية.